# 新橋演舞場
新橋演舞場（しんばし えんぶじょう、英: Shinbashi Enbujo）は、東京都中央区銀座六丁目18番2号にある劇場である。
開場以来、春と秋に新橋芸妓による東をどりを公演している。4月下旬もしくは5月下旬に開催される春の東をどりは東京の春の風物詩として今日でも人気がある。1940年（昭和15年）には帝国劇場の賃貸借契約が終了し使用権を失った松竹が代替劇場として使用開始。以後は松竹の主要劇場として歌舞伎・新派・松竹新喜劇・新国劇・前進座公演・歌手による芝居公演などを上演している。2010年（平成22年）5月から2013年（平成25年）3月までは、改築のため休場した歌舞伎座に代わり、大歌舞伎興行の常設小屋となった。

## 沿革
- 1922年（大正11年） - 新橋芸妓協会が中心となり、新橋演舞場株式会社を設立。
- 1925年（大正14年） - 大阪にある演舞場や京都の歌舞練場を手本に新橋芸者の技芸向上を披露する場として建設。3階建、客席数1679。杮落しは第1回東をどり。
- 1940年（昭和15年） - 松竹株式会社が興行面を受け持つ。
- 1945年（昭和20年） - 東京大空襲で焼失。
- 1948年（昭和23年）3月18日 - 再建開場式。同年3月21日から東おどりを復活上演[2]。
- 1977年（昭和52年） - 新派創立90周年を記念し、玄関脇に「新派」碑を建立。
- 1979年（昭和54年） - 改築のため閉鎖。新派碑は湯島天満宮境内へ移設。
- 1982年（昭和57年） - 日産自動車本社新館と一体化した新築の劇場となる（劇場部分を区分所有）。3階建、客席数1428。
- 2005年（平成17年） - 客席を改装。
- 2009年（平成21年） - 日産自動車本社が横浜市へ転出。ビル部分をJ-REITの森トラスト総合リート投資法人が購入し、銀座MTRビルへ改称。
- 2010年（平成22年） - 歌舞伎座が改築工事に入ったため、大歌舞伎興行の常設小屋となる。
- 2015年（平成27年） - ビル売却に伴い、野村不動産銀座ビルへ改称。

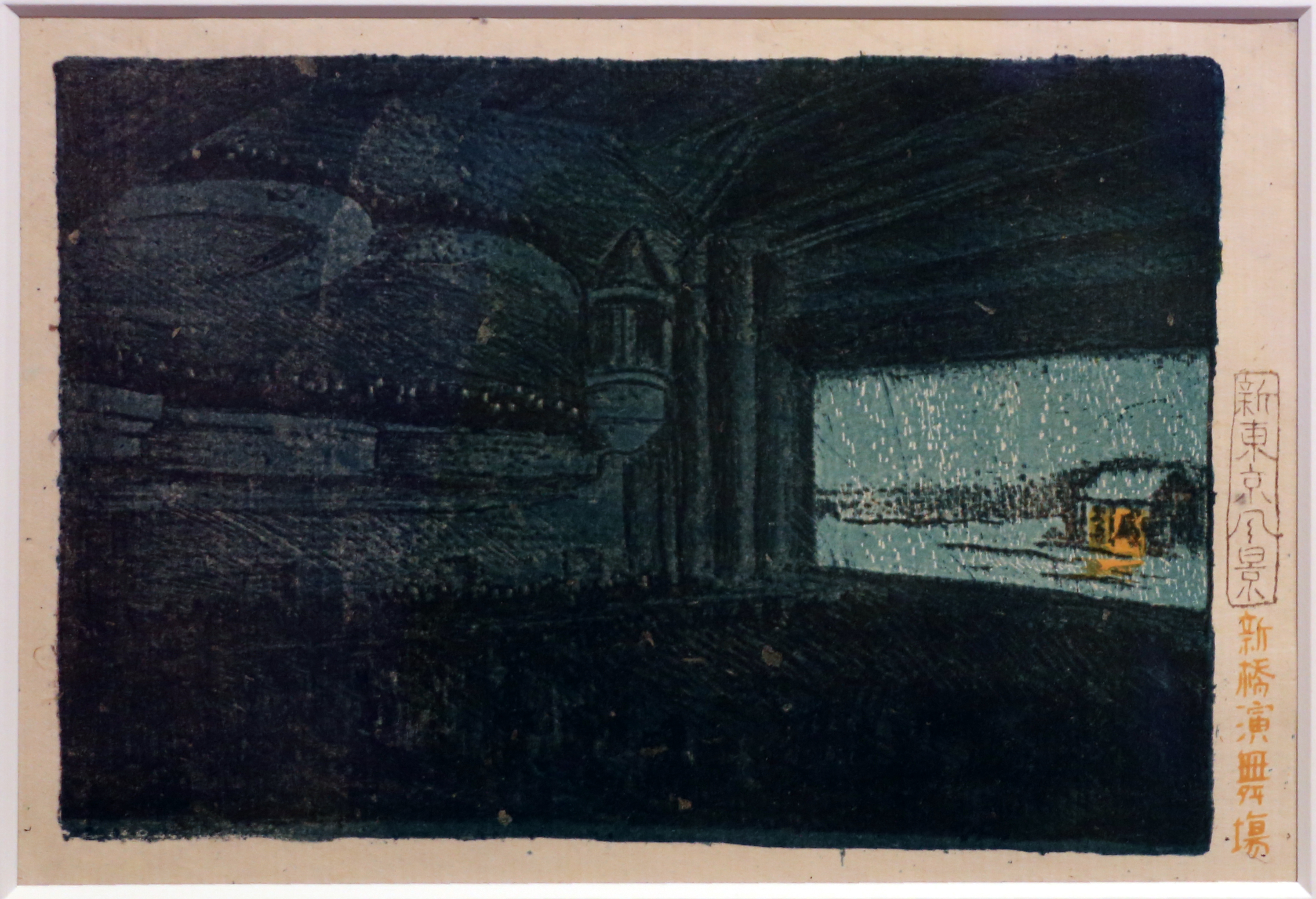
織田一磨「新橋演舞場」1925年
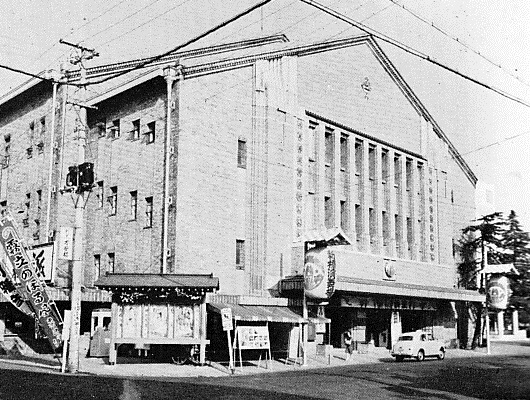
旧新橋演舞場（1960年頃）

## 定紋

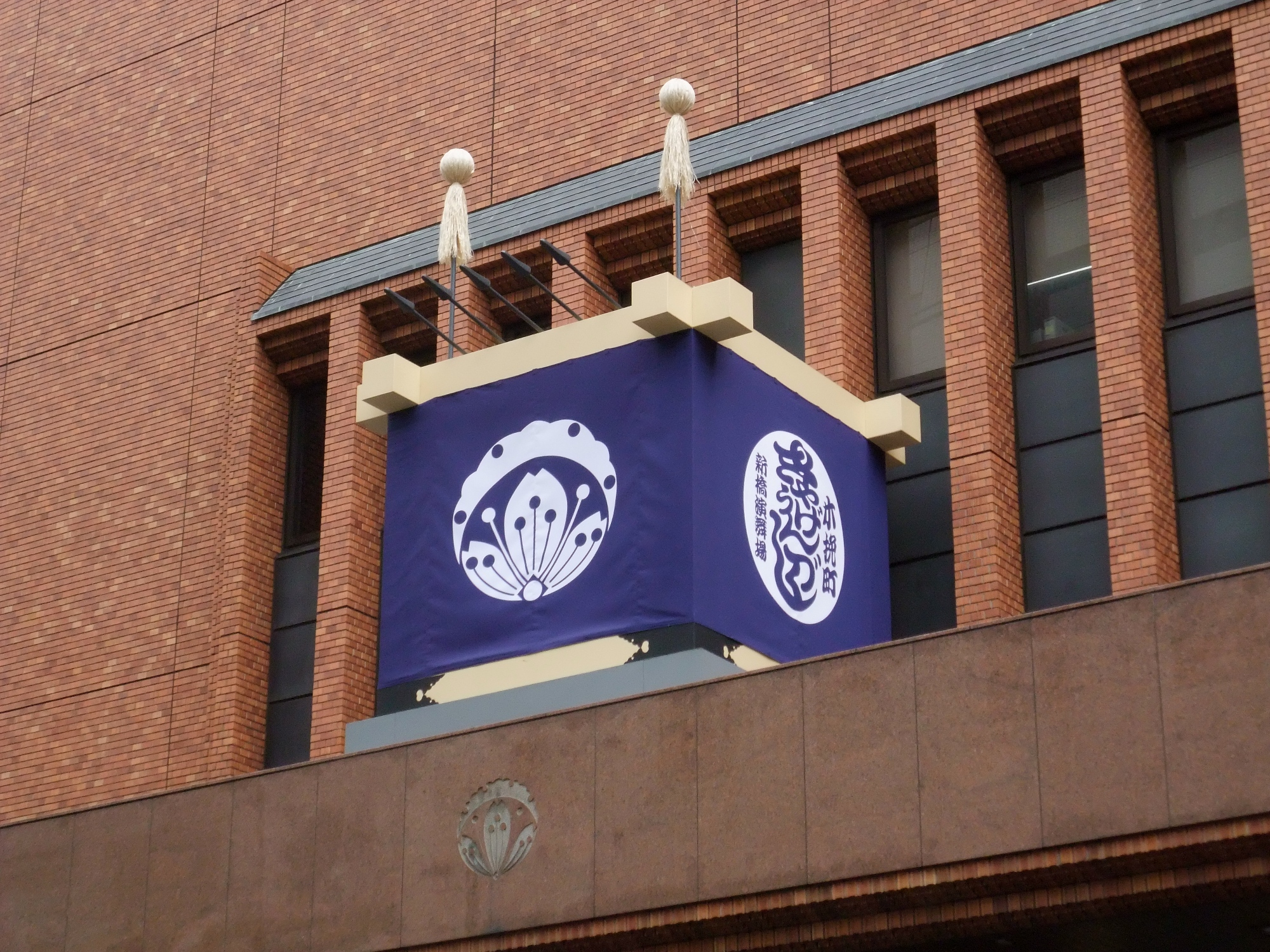
新橋演舞場の櫓

雪月花。上部の「雪輪」、その下に黒い「月」、その下に「山桜」をあしらったもの。松竹の興行宣伝等では松竹マークが代用される。

代替の大歌舞伎常設小屋となった約3年間、正面玄関の上には櫓が揚げられていた。この櫓を囲う布には、正面に定紋の「雪月花」が、側面には「木挽町きやうげんづくし（狂言尽くし）新橋演舞場」の文言がそれぞれ染め抜かれている。